# (7163) Barenboim
(7163) Barenboim es un asteroide perteneciente al cinturón de asteroides, descubierto el 24 de febrero de 1984 por Eleanor F. Helin y el también astrónomo R. Scott Dunbar desde el Observatorio del Monte Palomar, Estados Unidos.

## Designación y nombre
Designado provisionalmente como 1984 DB. Fue nombrado Barenboim en honor al director de orquesta y pianista argentino Daniel Barenboim que supo acercar la música clásica a todo el público en general.

## Características orbitales
Barenboim está situado a una distancia media del Sol de 2,278 ua, pudiendo alejarse hasta 2,705 ua y acercarse hasta 1,851 ua. Su excentricidad es 0,187 y la inclinación orbital 20,74 grados. Emplea 1256 días en completar una órbita alrededor del Sol.

## Características físicas
La magnitud absoluta de Barenboim es 14,9. Tiene 2,585 km de diámetro y su albedo se estima en 0,318.